# Abakan
Abakan (ryska: Абака́н; chakassiska: Ағбан eller Абахан) är huvudstaden i den ryska delrepubliken Chakassien i södra Sibirien. Staden ligger vid floderna Jenisej och Abakan och har cirka 175 000 invånare.

## Historik
1707 byggde Peter den store ett fort i staden. Stadens namn var fram tills 1925 Abakansk eller Ust-Abakanskoje och från 1925 till 1931 Chakassk.
Abakan är ett viktigt industri- och handelscentrum i området med en betydande livsmedels-, metall- och skoindustri. Nära staden bryts det också stenkol och järnmalm.

## Sevärdheter
I Abakan finns en rysk-ortodox katedral vid namn Kristi förklarings katedral.